# Palotás József (birkózó)
Palotás József (Budapest, 1911. május 14. – Budapest, 1957. november 16.) olimpiai bronzérmes birkózó.
1929-től 1939-ig a BVSC (Budapesti Vasutas Sport Club) birkózója volt. 1934 és 1937 között, összesen tíz alkalommal szerepelt a magyar válogatottban. Mindkét fogásnemben versenyzett. Nemzetközi versenyen kétszer ért el érmes helyezést, kötöttfogásban olimpiai bronzérmet, szabadfogásban Európa-bajnoki bronzérmet nyert. Az aktív sportolástól 1939-ben vonult vissza.

## Sporteredményei
- olimpiai 3. helyezett:
  - 1936, Berlin: kötöttfogás, középsúly
- Európa-bajnoki 3. helyezett:
  - 1937, München: szabadfogás, félnehézsúly
- háromszoros egyéni magyar bajnok
  - 1934: kötöttfogás, nehézsúly
  - 1934: szabadfogás, nehézsúly
  - 1937: kötöttfogás, félnehézsúly
- kétszeres magyar csapatbajnok (1934, 1935)